# Jim Morris (Baseballspieler)
James Samuel „Jim“ Morris Jr. (* 19. Januar 1964 in Brownwood, Texas) ist ein ehemaliger US-amerikanischer Baseballspieler in der Major League Baseball (MLB) auf der Position des Pitchers. Sein Werdegang diente als Vorlage für den 2002 erschienenen Film Die Entscheidung – Eine wahre Geschichte.

## Werdegang

### Vor der Major League
Morris wurde in Brownwood, im US-Bundesstaat Texas geboren. Im MLB Draft 1982 wollten die New York Yankees ihn unter Vertrag nehmen, doch Morris unterschrieb nicht. Ein Jahr später unterschrieb er bei den Milwaukee Brewers und spielte in den Farmteams des Franchises in der Minor League (MiLB). Probleme mit seinem Wurfarm sorgten dafür, dass Morris die komplette MiLB-Saison 1986 verpasste. 1987 lief er vier Mal für die Stockton Ports in der Single-A auf und verzeichnete sogar ein gewonnenes Spiel. Doch die Probleme mit seinem Arm hielten an, sodass Morris 1988 seine Karriere als Baseballspieler aufgab und als Chemielehrer und High-School-Baseballcoach im Westen von Texas arbeitete. Elf Jahre nachdem Morris in der Minor League gespielt hatte, hielt er vor seinem High-School-Team eine Rede über die Bedeutung von Träumen und die Verwirklichung dieser. Sein Team forderte ihn auf, an seine eigenen Träume zu glauben und so wettete er, dass er an einem Probetraining teilnehmen werde, wenn sein Team die Bezirksmeisterschaft gewinnt. Seine Mannschaft gewann die Meisterschaft und Morris löste seine Wettschulden ein und nahm an einem Probetraining teil. Er überzeugte die dortigen Scouts und unterzeichnete einen Vertrag bei den Tampa Bay Devil Rays. Morris spielte 1999 zunächst für die Orlando Rays und die Durham Bulls in der Double-A und Triple-A.

### Major League
Jim Morris debütierte am 18. September 1999 im Alter von 35 Jahren im Trikot der Devil Rays gegen die Texas Rangers in der MLB. In dem Spiel pitchte er 1⁄3 Inning und warf ein Strikeout, für das er nur vier Würfe benötigte. Das Spiel verloren die Devil Rays mit 1 zu 6. In seinem Debütjahr kam er auf insgesamt fünf Einsätze. Anfang der Saison 2000 kamen seine Armprobleme wieder und er lief 16 Mal für die Devil Rays auf. Sein letztes Spiel als Profispieler bestritt er am 9. Mai 2000 gegen die New York Yankees im Yankee Stadium. In dem Spiel pitchte er nur gegen einen Schlagmann der Yankees und walkte diesen. Das Spiel verloren die Devil Rays mit 3 zu 4.
Morris MLB-Statistiken belaufen sich auf 21 Einsätze, 15 gepitchten Innings und 13 Strikeouts bei einer Earned Run Average (ERA) von 4.80.

### Persönliches
Morris hat vier Kinder aus zwei Ehen. Er ist als Motivationstrainer tätig.
Des Weiteren veröffentlichte Morris 2001 seine Autobiografie The Oldest Rookie.

## Darstellung in Film und Fernsehen
Dennis Quaid verkörperte Jim Morris in dem 2002 erschienenen Film Die Entscheidung – Eine wahre Geschichte. Morris selbst hat einen Cameo-Auftritt als Umpire.